# Doddaguttahalli, Mulbagal
Doddaguttahalli là một làng thuộc tehsil Mulbagal, huyện Kolar, bang Karnataka, Ấn Độ.